# Stephanie Au
Stephanie Au Hoi-shun (kinesiska: 歐鎧淳; Jyutping: au1 hoi2 seon4), född 30 maj 1992, är en hongkongsk simmare. Hon har deltagit i fyra olympiska spel (2008, 2012, 2016 och 2020).

## Karriär
Vid olympiska sommarspelen 2020 i Tokyo slutade Au på 26:e plats i försöksheatet på 100 meter ryggsim och kvalificerade sig inte för semifinalerna. Hon var även en del av Hongkongs lag tillsammans med Tam Hoi Lam, Camille Cheng och Ho Nam Wai som slutade på 15:e plats i försöksheatet på 4×100 meter frisim och som inte kvalificerade sig för finalen.